# Liste der japanischen Meister im Radball
Die Liste der japanischen Meister im Radball listet alle Sportler auf, die seit 1970 einen japanischen Meistertitel im Radball gewannen.
Rekordsieger in dieser Zeit sind Yamamoto und Matsumoto vom Verein NITTSU mit insgesamt acht Meistertiteln von 1990 bis 2006. Nur einen Titel weniger haben Maeda und Fujimoto vom Verein KCSC.

## Sieger
| Verein | Gold | Spieler |

| Verein | Silber | Spieler |

| Verein | Bronze | Spieler |

## Anzahl Titelgewinne
- 8 NITTSU
- 7 Fuji Tokio
- 7 KCSC
- 4 Kongo Tokio
- 4 VfH Tokio
- 2 Tokio University of Agriculture
- 2 Pinkies Osaka
- 2 Club 77
- 2 Kuwahara Cycle
- 2 Sandies Kaseda
- 2 Kuramae
- 2 RSV Osaka
- 1 Kyoto Sangyo University
- 1 Osaka University
- 1 Dokkyo University
- 1 Momoyama Gakuin University
- 1 Cherubim Tokio

## Anzahl der Titelgewinner
- 9 Yamamoto
- 9 Matsumoto
- 9 Naoya Kinoshita
- 9 Ko Matsuda
- 7 Maeda
- 7 Fujimoto
- 6 Tsuzuki
- 5 Shigefumi Mori
- 4 Arikawa
- 4 Ikejiri
- 4 Futami
- 2 Kato
- 2 Kajitani
- 2 Toshimitsu Teshima
- 2 Hitoshi Genozono
- 2 Miyamoto
- 2 Murakami
- 1 Noso
- 1 Matsubara
- 1 Taenaka
- 1 Tanaka
- 1 Onda
- 1 Bando
- 1 Toyofuku
- 1 Tago
- 1 Tomo Yamagata
- 1 Munehiro Tokikura
- 1 Yosuke Fujita
- 1 Okajima
- 1 Takahashi